# Jerry-Go-Round
Jerry-Go-Round es un cortometraje de Tom y Jerry estrenado el 20 de enero de 1966 dirigido por Chuck Jones y Maurice Noble y producido por Sib Tower 12 Productions.

## Trama
Todo comenzó cuando Tom estaba persiguiendo a Jerry en la ciudad hasta que Jerry llegó a un circo luego este ayudó a un elefante sacando un clavo que tenía en una pata y estos se hicieron amigos y el elefante ayudaría a rescatar a Jerry de Tom, más tarde Jerry salió con una ropa de circo y el elefante con una gran pelota de tenis y una falda corta de bailarina y un gorro blanco con punta y en la punta un pompón rosado mientras Tom estaba sentado escondido y luego con una resortera lanzó un explosivo tirando a Jerry a una cuerda floja para luego subir a atacarlo pero al mismo tiempo subió el elefante, tiró con el peso la cuerda hasta el suelo y aspiró a Jerry con la trompa y al mismo tiempo soltó la cuerda y lanzó a Tom al techo, luego él volvió a perseguir a Jerry y ambos subieron a un trampolín para echarse clavados y ambos se lanzaron y el elefante con la trompa aspiró toda el agua y a Jerry mientras que Tom todavía caía y por el golpe bajó hasta el infierno y lo sacó el diablo con su tridente más tarde el elefante estaba jugando con Jerry y apareció Tom con pimienta para que este suelte a Jerry y Tom con un guante de béisbol caminando de espalda y escaló sin darse cuenta hasta la trompa del elefante y este lo atacó enrollando y lanzándolo y se puso el guante y atrapó a Jerry y lo acarició, más tarde él y Jerry (Con la ropa de circo de antes) entraron al carnaval y Tom esperando en un desagüe puso una dinamita que se activa si el elefante pisa un botón y con el salto de la tierra la dinamita rebotó hasta el desagüe y el elefante la pisó y explotó en Tom y este se rindió con una bandera blanca que decía ´´The End´´.